# La Coma de Sant Jaume
La Coma de Sant Jaume és un mas del municipi de Moià (Moianès) inclòs en l'Inventari del Patrimoni Arquitectònic de Catalunya. Està situat a migdia de la vila de Moià, a ponent de la carretera C-59 en el punt quilomètric 36.
Les primeres notícies documentals d'aquest mas són del segle x, estant vinculada la seva història a la de la capella de Sant Jaume, situada a uns 100 metres a llevant.
Entorn d'un nucli central del segle xvii s'han anat agrupant diverses dependències de forma completament anàrquica com estables, femers, graners, etc. Aquestes modificacions han canviat radicalment l'aspecte primitiu de l'edifici. Avui dia, malgrat estar habitada, presenta un aspecte força deixat. El parament és de pedra i fang. A la façana de ponent, dues llindes porten sengles inscripcions de 1620 i 1812.